# Nesticella renata
Nesticella renata là một loài nhện trong họ Nesticidae.
Loài này thuộc chi Nesticella. Nesticella renata được miêu tả năm 1980 bởi Bourne.